# Деліта Олег Миколайович
Деліта Олег Миколайович (8 березня 1992, с. Вовча Гора — 20 травня 2022, Бахмут) — доброволець, учасник російсько-Української війни.

## Біографія
Деліта Олег Миколайович народився 8 березня 1992 року, на Хмельниччині в мальовничому селі Вовча Гора. По закінченню Чорноострівського НВК, у 2008 році, вступив у Чорноострівський ПАЛ, де здобув професію кухаря. На цьому Олег не зупинився, і згодом закінчив курси по зварюванню металу. Саме у цій професії Олег знайшов себе та за нею працював у Вінницькій транспортній компанії.
25 січня 2020 року Олег одружився.
В час повномасштабного вторгнення ворога на територію України Олег із сім'єю проживав у місті Подільськ, Одеської області, звідки 3 березня 2022 року добровольцем вирушив захищати рідну землю. Він захищав цілісність кордонів нашої держави у складі 3 взводу 5 роти 25 батальйону 115 бригади, проявляючи стійкість, мужність і відвагу у щоденних боях за Батьківщину.
20 травня 2022 року, в зоні бойових дій Деліта Олега Миколайовича загинув.
17 червня 2022 року був похоронений на кладовищі Краснопілля в м. Дніпро.
25 жовтня 2022 року Олег був перепохований на кладовищі в селищі Чорний Острів.

## Нагороди та вшанування
- 6 грудня 2022 року встановлена меморіальна дошка на будівлі Чорноострівського ліцею.[2]
- Указом Президента України № 436/2023 від 18 липня 2023 року «за особисту мужність і самовіддані дії, виявлені у захисті державного суверенітету та територіальної цілісності України, вірність військовій присязі» нагородити Олега Деліту — медаллю «Захиснику Вітчизни» (посмертно).[3][4]
- Рішенням 32 сесії 8 скликання від 6 серпня 2024 року присвоєно звання «Почесний громадянин Чорноострівської територіальної громади».[5]